# 아베 츠카사
아베 츠카사(일본어: 阿部司 아베 츠카사[*], 1995년~)는 일본의 만화가이다. 이바라키현 출신이다.
2017년, 주간 소년 선데이 S 증간(쇼가쿠칸)에 게재된 『카논』으로 데뷔했다.
2018년, 『MEET UP』이 제82회 쇼가쿠칸 신인 코믹 대상에서 가작을 수상했다.작화는 디지털로 작업을 하고 있다.
2021년, 장송의 프리렌으로 제14회 만화대상을 수상한다. 동년 제25회, 데즈카 오사무 문화상 신생상을 수상한다.
2023년, 라쿠텐 Kobo 전자책 2023 어워드 코믹부문 "세계에 알리고 싶다! 추천 코믹" 1위에 선출되었다.

## 작품 목록

### 연재 중
- 장송의 프리렌(원작: 야마다 카네히토, 주간 소년 선데이 2020년 22·23 합병 호[9] - 연재 중, 전 14권) - 첫 연재

### 완결
- 도서관의 물과 기름 - 2015년도 11월 게재, 신세대 선데이상 노력상.[10]
- 카논(『주간 소년 선데이 S』, 2017년 6월 호 게재) - 아베 츠카사 명의, 데뷔작.
- MEET UP - 제82회 (2018년 6월) - 쇼가쿠칸 신인 코믹 대상 (소년부문), 가작.
- 살인마 vs. 살인마 (『주간 소년 선데이 S』2020년 3월 호 별책 부록,「선데이 mini」게재)